# باب هاسکینز
رابرت ویلیام «باب» هاسکینز جونیور (انگلیسی: Robert William "Bob" Hoskins, Jr.؛ زاده ۲۶ اکتبر ۱۹۴۲ - ۲۹ آوریل ۲۰۱۴) یک هنرپیشه اهل بریتانیا بود. وی بین سال‌های ۱۹۶۹ تا ۲۰۱۲ میلادی فعالیت می‌کرد.
از فیلم‌ها یا برنامه‌های تلویزیونی که وی در آن نقش داشته‌است می‌توان به سرود کریسمس، دیوار پینک فلوید، دشمن پشت دروازه‌ها، چه کسی برای راجر رابیت پاپوش دوخت؟، رهاشده، مونا لیزا، سفیدبرفی و شکارچی، قلاب، خدمتکاری در منهتن، نیکسون، بمان، عکس جدایی، برو برو قصه‌ها، لاسیتر و آخرین سفارش‌ها اشاره کرد.

## زندگی‌نامه
باب هاسکینز متولد سال ۱۹۴۲ در بری سینت ادموندز در انگلیس بود. او سال ۱۹۷۲ با بازی در مجموعه تلویزیونی «شانس اصلی» وارد حرفه نمایش شد و در مدت حدود ۴۰ سال در بیش از ۱۰۰ پروژه سینمایی و تلویزیونی مقابل دوربین رفت.
او که یکی از محبوب‌ترین بازیگران بریتانیا بود، ابتدا در تلویزیون با سریال کوتاه «خرده‌پول‌هایی از آسمان» (۱۹۷۸) ساخته دنیس پاتر به شهرت رسید و در ۱۹۸۰ با نقش‌آفرینی تحسین‌شده خود در قالب یک گانگستر در فیلم «جمعه خوب طولانی» به کارگردانی جان مکنزی این شهرت را تثبیت کرد.
بازی او در نقش اصلی فیلم «مونا لیزا» ساخته نیل جردن جایزه بهترین بازیگر مرد را در جشنواره فیلم کن سال ۱۹۸۶ همین‌طور جوایز گلدن گلوب و بفتا را برای او به همراه داشت. هاپکینز همچنین برای این نقش‌آفرینی برای اولین و آخرین بار نامزد اسکار بهترین بازیگر مرد شد، اما این جایزه را به پل نیومن برای فیلم «رنگ پول» باخت. او برای «مونا لیزا» برنده جایزه بهترین بازیگر مرد از جشنواره فیلم کن شد.
هاسکینز برای فیلم‌های «خرده‌پول‌هایی از آسمان»، «جمعه خوب طولانی» و «Beyond the Limit» نیز نامزد جایزه بفتا بود و برای فیلم‌های «چه کسی برای راجر رابیت پاپوش دوخت» و «خانم هندرسن تقدیم می‌کند» هم بخت دریافت جایزه گلدن گلوب را داشت.
او سال ۲۰۱۰ برای بازی در مجموعه تلویزیونی «خیابان» تولید شبکه بی‌بی‌سی برنده جایزه بین‌المللی امی شد.
هاسکینز احتمالاً بیش از همه به خاطر بازی در نقش یک کارآگاه خصوصی مقابل همبازی‌های انیمیشنی خود در فیلم «چه کسی برای راجر رابیت پاپوش دوخت» (رابرت زمه‌کیس، ۱۹۸۸) شهرت دارد. او سال ۲۰۰۹ در انیمیشن موشن-کپچر «سرود کریسمس» بار دیگر با زمه‌کیس همکاری کرد.
«دیوار پینک فلوید» (آلن پارکر)، «کاتن کلاب» (فرانسیس فورد کوپولا)، «برزیل» (تری گیلیام)، «هوک» (استیون اسپیلبرگ)، «The Inner Circle» به کارگردانی آندری کونچالوفسکی، «نیکسون» (اولیور استون)، «مأمور مخفی» (کریستوفر همپتن)، «مایکل» (نورا افرون) و «سفر فیلیشیا» (آتوم اگویان) از دیگر فیلم‌های مطرح اوست.
هاسکینز سال ۲۰۰۵ در خانم هندرسون تقدیم می‌کند به کارگردانی استیون فریرز مقابل جودی دنچ نقش‌آفرینی کرد.
از فیلم‌های آخر هاسکینز می‌توان به «سفیدبرفی و شکارچی» اشاره کرد که در آن مقابل کریستن استیوارت نقش یک کوتوله را بازی کرد.

## درگذشت
باب هاسکینز در روز ۲۹ آوریل ۲۰۱۴ بر اثر ذات‌الریه درگذشت.
جودی دنچ در واکنش به درگذشت هاسکینز به گاردین گفت: «از شنیدن این خبر بسیار متاسفم و در این زمان سخت به خانواده‌اش فکر می‌کنم.»
لیندا همسر هاسکینز و فرزندانش الکس، سارا، رزا و جک در بیانیه‌ای، گفتند: «از اینکه باب دوست‌داشتنی‌مان را از دست دادیم، مات و مبهوت هستیم.»

## گزیدهٔ نقش‌آفرینی‌ها
- کِـرِز (۱۹۷۶)
- خرده‌پولی از بهشت (۱۹۷۸)
- جمعه خوب طولانی (۱۹۸۰)
- دیوار پینک فلوید (۱۹۸۲)
- کنسول افتخاری (۱۹۸۳)
- انجمن پنبه (۱۹۸۴)
- برزیل (۱۹۸۵)
- آزادی شیرین (۱۹۸۶)
- مونا لیزا (۱۹۸۶)
- نیایش برای مرگ (۱۹۸۷)
- چه کسی برای راجر رابیت پاپوش دوخت؟ (۱۹۸۸)
- قلب اجاره‌ای (۱۹۹۰)
- پری‌های دریایی (۱۹۹۰)
- هوک (۱۹۹۱)
- فوت کرد (۱۹۹۲)
- یخ آبی (۱۹۹۲)
- برادران سوپر ماریو (فیلم) (۱۹۹۳)
- نیکسون (۱۹۹۵)
- رنگین‌کمان (۱۹۹۶)
- مأمور مخفی (۱۹۹۶)
- مایکل (۱۹۹۶)
- بیست و چهار هفت (۱۹۹۷)
- دخترعمو بت (۱۹۹۸)
- سفر فلیسیا (فیلم) (۱۹۹۹)
- باکره آمریکایی (۲۰۰۰)
- دشمن پشت دروازه‌ها (۲۰۰۱)
- آخرین سفارش‌ها (۲۰۰۱)
- خدمتکاری در منهتن (۲۰۰۲)
- ونیتی فیر (۲۰۰۴)
- رهاشده (۲۰۰۴)
- خانم هندرسون تقدیم می‌کند (۲۰۰۵)
- بمان (۲۰۰۵)
- پاریس، دوستت دارم (۲۰۰۶)
- گارفیلد ۲ (۲۰۰۶)
- هالیوودلند (۲۰۰۶)
- قانون‌شکن (۲۰۰۷)
- روز رستاخیز (۲۰۰۸)
- سرود کریسمس (۲۰۰۹)
- پینوکیو (۲۰۰۹)
- سفیدبرفی و شکارچی (۲۰۱۲)
- خرده‌پول‌هایی از آسمان
- Beyond the Limit
- مجموعه تلویزیونی «خیابان»
- کاتن کلاب
- The Inner Circle
- مأمور مخفی
- مایکل